# Donna che ama
Donna che ama (The Battle of the Sexes) è un film muto del 1914 diretto da David W. Griffith. La storia drammatica dell'uomo di mezz'età che perde la testa per la bella vicina di casa, sarà ripresa dallo stesso Griffith con toni da commedia nel 1928 con il remake La battaglia dei sessi.

## Trama
Frank Andrews è un uomo di mezza età, devoto alla famiglia e senza grilli per la testa. Ma Cleo, la sua nuova vicina di casa, una bella ragazza, gli fa perdere la testa: accorso in suo aiuto per spegnere un piccolo incendio provocato da una sigaretta, la vede in sottoveste e allora lui la bacia con passione. Da quel momento, la famiglia si accorge del cambiamento dell'uomo. La moglie finge indifferenza. Jane, la figlia, invece, decide di mettere fine alla storia, progettando di uccidere Cleo. Ma quando le due ragazze si parlano, si mettono d'accordo per mettere la parola fine alla storia: quando Frank torna dall'amante, la trova in una situazione compromettente con un suo amico, giovane e affascinante. Andrews alla fine tornerà pentito dalla famiglia.

## Produzione
Girato a New York, probabilmente in quattro giorni, il film fu prodotto dalla Majestic Motion Picture Company con un budget stimato di 25.000 dollari, usando il titolo di lavorazione The Single Standard.

Tra le comparse, anche un giovane Rodolfo Valentino.

## Distribuzione
Il film fu presentato in prima il 12 aprile 1914 al Weber's Theatre di New York, distribuito dalla Continental Feature Film Corporation (Mutual Film Corporation).
A fronte di un budget di 25.000 dollari, il film incassò 480.000 dollari (incasso mondiale), con un profitto netto di 400.000 dollari.

Il film è presumibilmente perduto: se ne conserva un solo frammento.

### Data di uscita
- USA	12 aprile 1914

Alias
- The Battle of the Sexes	USA (titolo originale)
- Donna che ama	Italia
- The Single Standard	USA (titolo di lavorazione)